# Berg im Attergau
Pour les articles homonymes, voir Berg.
Berg im Attergau est une commune autrichienne du district de Vöcklabruck en Haute-Autriche.